# Bravo (varumärke)

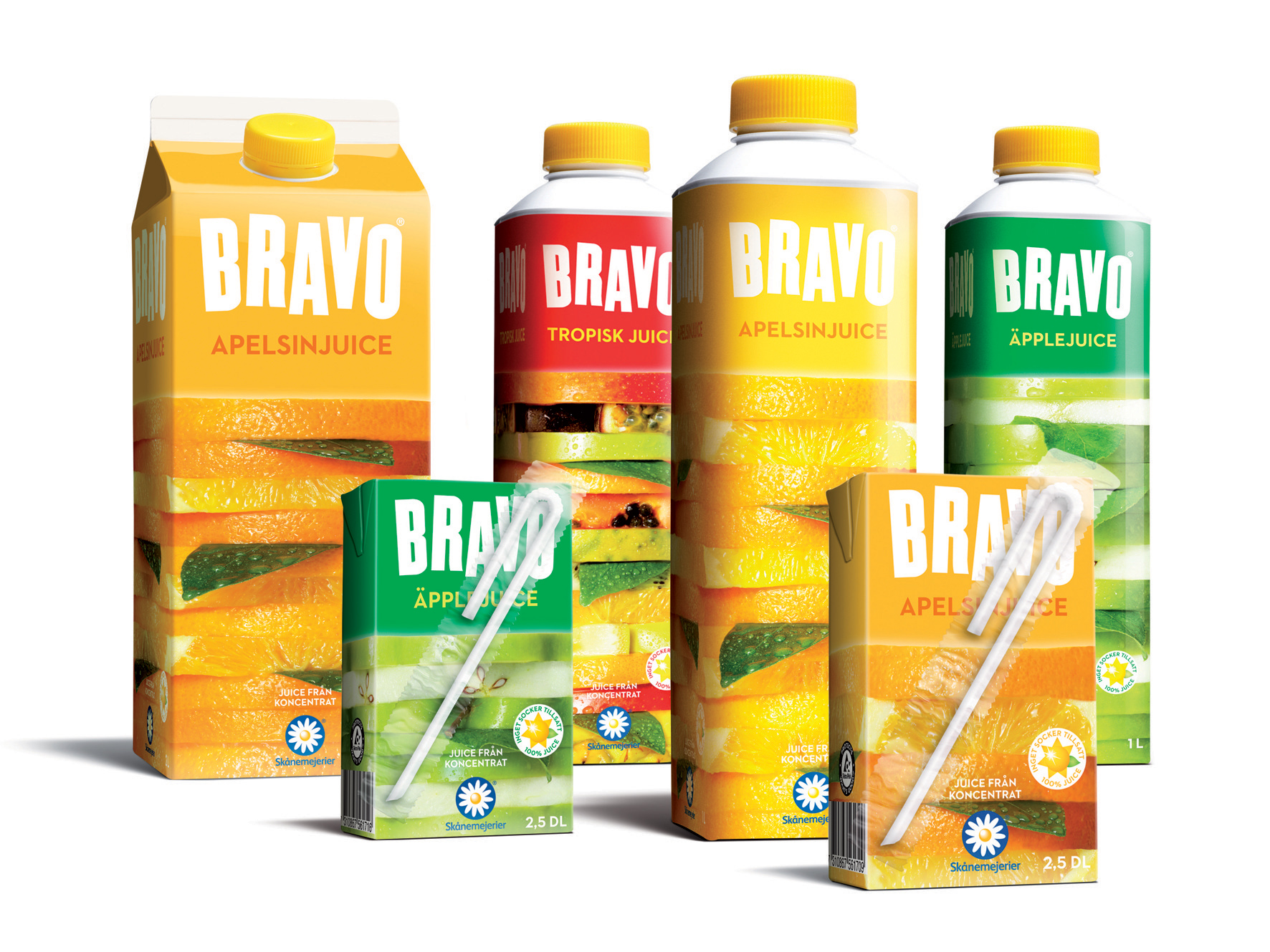
Några Bravoprodukter.

Bravo är ett svenskt varumärke för juice från Skånemejerier.
Skånemejerier började sälja juice under namnet Floridajuice. Under tidigt 1970-tal bytte mejeriet leverantör till det brasilianska företaget Cutrale. Namnet ändrades därför till Bravo, som kom av de tre första bokstäverna i ursprungslandets namn. När produktionen och sortimentet ökat har även andra leverantörer tillkommit. Äpplejuice fick man från början från österrikiska Rauch.
Varumärket tillhörde tidigare JO-bolaget som ägdes gemensamt av Skånemejerier och Arla Foods. Under 2008 avvecklades JO-bolaget och de två ägarna delade upp varumärkena mellan sig. Bravo blev därmed åter helägt av Skånemejerier.